# Paul-Louis Target
Pour les articles homonymes, voir Target.
Paul-Louis Target (né à Lisieux le 7 mars 1821 - mort à Saint-Désir le 28 avril 1908) est un homme politique et diplomate français.

## Biographie

### Famille
Paul-Louis Target est le petit-fils de Guy-Jean-Baptiste Target (1733-1806), avocat et membre de l'Assemblée constituante de 1789, et le fils de Louis-Ange-Guy Target (1792-1842), avocat nommé préfet du Calvados par François Guizot.
Ses oncles (par alliance avec des tantes paternelles) sont les géologues Constant Prévost et Jules Desnoyers.
Sa sœur est l'épouse de l'homme politique Louis Buffet, député monarchiste, ministre de l'Agriculture et du Commerce en 1848-1849, qui devient président de l'Assemblée nationale en 1873.
Il est l'époux, depuis 1847, de Victorine Duvergier de Hauranne, fille de l'homme politique Prosper Duvergier de Hauranne, figure du parti du Mouvement.
Paul-Louis Target est par conséquent le fils, le gendre et le beau-frère d'hommes politiques orléanistes.

### Opposition au Second Empire
Fils, petit-fils et arrière-petit-fils d'avocat, Target perpétue la tradition familiale en étudiant le droit à Caen avant d'être reçu au barreau de Paris. Il est auditeur au Conseil d'État de 1843 à 1848, à une époque où son père fait partie du réseau politique normand de Guizot, alors chef du gouvernement.
Élu conseiller général du Calvados en 1848, il démissionne après le Coup d'État du 2 décembre 1851 par opposition au rétablissement de l'Empire. Retiré sur ses terres, il s'y exerce à l'agronomie. Il devient également le collaborateur puis le directeur d'un journal d'opposition orléaniste, Le Courrier du dimanche, que le ministère de l'Intérieur censure à plusieurs reprises avant de le supprimer par décret en août 1866. Candidat malheureux de l'opposition lors des élections législatives de 1869, il semble accepter l'empire libéral en intégrant l'année suivante la commission de décentralisation présidée par Odilon Barrot.
En 1870, lors de la guerre franco-prussienne, il participe à la défense de l'arrondissement de Lisieux en tant que chef de bataillon puis lieutenant-colonel de la garde nationale.

### Rôle au début de la Troisième République
Le 8 février 1871, Target est élu à l'Assemblée nationale. Il s'y fait remarquer dès le 1er mars en déposant une proposition de loi anti-bonapartiste déclarant la déchéance de Napoléon III (et de sa dynastie) en lui attribuant l'entière responsabilité de la défaite et du « démembrement » prévisible de la France. Cette proposition est votée à l'unanimité moins six voix.
Député orléaniste de Centre droit, il est d'abord membre et vice-président de la réunion Saint-Marc Girardin avant de rassembler autour de lui, à partir de 1873, un petit groupe parlementaire centriste. Ce groupe Target, d'esprit républicain-conservateur, joue un rôle charnière entre la majorité monarchiste et la minorité républicaine. Le vote de ce groupe parlementaire s'avère en effet décisif lors de la mise en minorité de Thiers, que les conservateurs estiment trop complaisant à l'égard de la gauche (mai 1873). Ce coup politique, dénoncé par les Républicains, est salué par les tenants de l'Ordre moral, qui accordent à Target un poste diplomatique aux Pays-Bas : il est nommé ministre plénipotentiaire à La Haye (1873-1877).
En janvier 1875, la plupart des députés du groupe votent en faveur de l'adoption de l'amendement Wallon, malgré les réserves exprimées par Target.
Très critiqué par les Républicains pour sa contribution décisive à la démission de Thiers, Target n'est pas réélu en 1876. Il est battu, dans la circonscription de Lisieux, par le bonapartiste Pierre-Louis de Colbert-Laplace.
Il continue cependant à intervenir, au nom des conservateurs, dans les débats politiques du début de la Troisième République, par l'intermédiaire de brochures ou du journal Le Normand dirigé par son ami Isidore Guérin, oncle de Thérèse de Lisieux.